# Targelie
Le Targelie o Targhelie o Targhelia (in greco antico: Θαργήλια?, Tharghélia) erano feste che erano celebrate nell'antica Atene e in altre città dell'antica Grecia il sesto e il settimo giorno del mese di Targelione o Targhelione (corrispondenti all'incirca al 18 e 19 maggio) in onore, rispettivamente, di Artemide e Apollo.

## Origini
Secondo la leggenda il rito traeva origine dall'uccisione del figlio del re di Creta Minosse, Androgeo.
Il giovane, recatosi ad Atene, vinse molte gare, suscitando l'invidia del re Egeo, che lo fece uccidere. Per vendicare il figlio, Minosse fece guerra ad Atene; ma poiché non riusciva a venirne a capo, chiese a Zeus di mandare una pestilenza.
Gli Ateniesi, dopo aver consultato l'oracolo, accettarono le condizioni di Minosse, che impose loro di mandare periodicamente dei giovani a Creta.

## Rito
Per il rito di purificazione venivano scelti due pharmakoì, un uomo e una donna (oppure un solo pharmakos). I pharmakoì, scelti tra coloro che avevano compiuto dei misfatti e particolarmente sgradevoli di aspetto, venivano portati in processione per le strade, colpiti sul sesso con rami di fico e mazzi di cipolle, e poi espulsi dalla città.
Forse in origine i pharmakoì venivano lapidati e uccisi; certamente questo avveniva a Leucade, dove, per il rito cruento di espiazione, veniva scelto un condannato a morte.
A Marsiglia invece era un condannato a morte che si offriva spontaneamente come pharmakòs, perché aveva la certezza di vivere, ben nutrito, per un anno.

### Svolgimento della festa
Nel primo giorno delle Targelie avevano luogo riti di purificazione che servivano a espellere dalla città il male commesso durante l'anno.
Nel secondo giorno si offrivano ad Apollo le primizie (in greco antico: τὰ ἀργήλια?); questa sarebbe l'etimologia del nome della festa; secondo altre ipotesi esso deriverebbe da thàrghelos (in greco antico: θάργηλος?), nome dato a un tipo di focaccia e a una marmitta riempita di frutta e di grano, simboli di fertilità.
In quel giorno i ragazzi portavano al tempio di Apollo rami di ulivo o di alloro addobbati con frutta, dolci, fialette di olio e di vino e anche guarniti con lana, che era il simbolo dei supplici. Questo ramoscello si chiamava eiresione (forse da εἴριον, "lana"). Altri rami addobbati venivano appesi alle porte delle case, a simboleggiare l'abbondanza, che ritornava dopo la purificazione avvenuta con la cacciata del pharmakòs.